# Stazione di Heerstraße

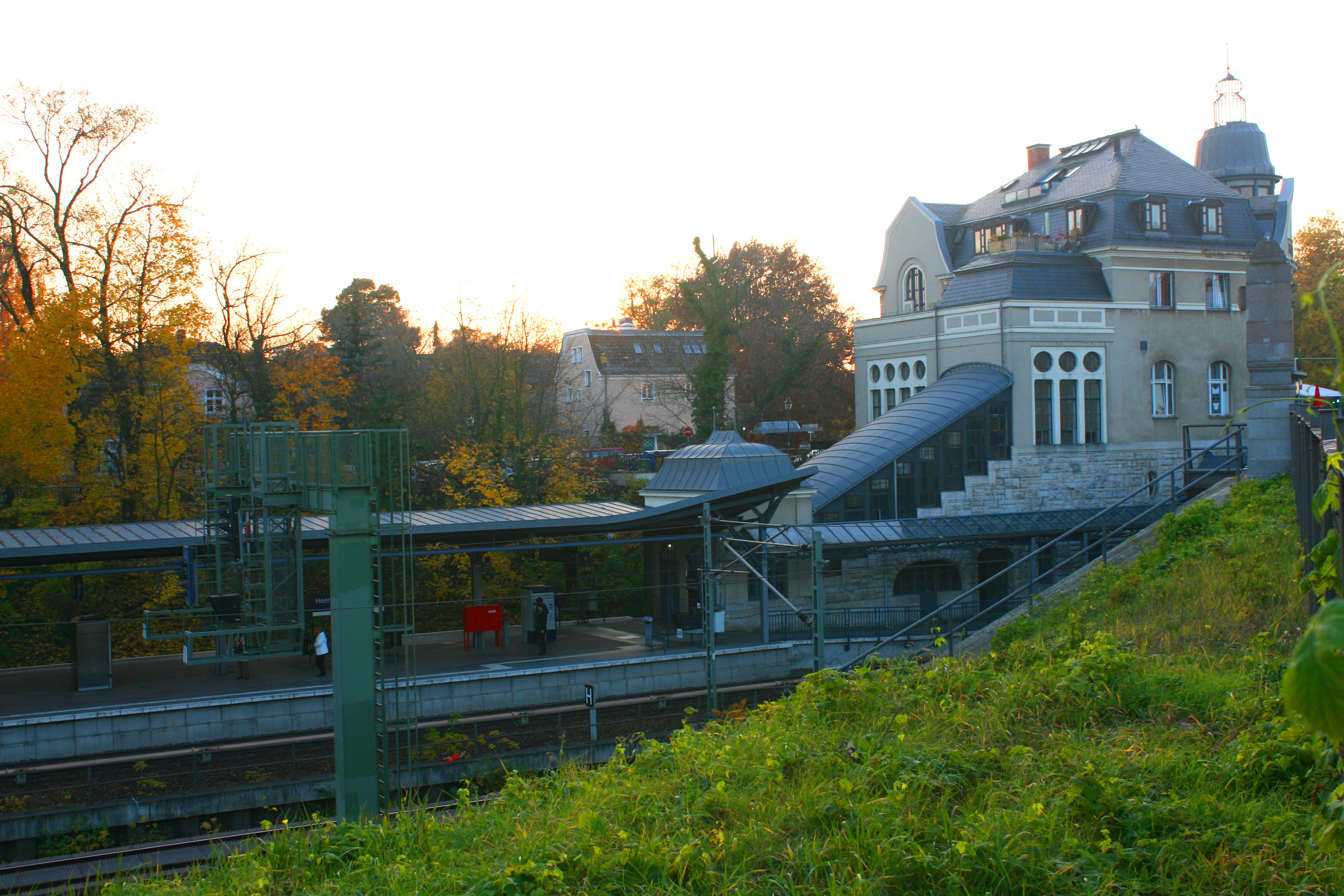
Scorcio del piazzale binari

La stazione di Heerstraße è una fermata ferroviaria posta sulla Spandauer Vorortbahn, nel quartiere berlinese di Westend; è servita dai soli treni della S-Bahn.
L’impianto prende nome dalla Heerstraße, importante strada radiale che conduce verso Spandau.
La fermata, come l’intera linea ferroviaria, è posta sotto tutela monumentale (Denkmalschutz).

## Storia
La fermata venne attivata il 1º novembre 1909; il 23 agosto 1928 venne attivato l’esercizio a trazione elettrica dei treni suburbani, denominati “S-Bahn” dal 1930.
La seconda guerra mondiale portò gravi danni: l’esercizio della S-Bahn riprese già nel giugno 1945, ma il fabbricato viaggiatori fu riparato solo nel 1958-59.
Il 17 settembre 1980 l’esercizio della S-Bahn fu improvvisamente sospeso in seguito allo sciopero dei ferrovieri della Deutsche Reichsbahn; la linea rimase in abbandono fino a dopo la riunificazione, e dopo importanti lavori di ricostruzione venne riattivata il 16 gennaio 1998.

## Strutture e impianti
Alla fermata si accede tramite un fabbricato viaggiatori costruito su progetto di Ernst Schwartz in stile neo-barocco; dopo i danni bellici, esso venne ripristinato nel 1958-59 in forme semplificate, mentre la torre dell’orologio, distrutta, fu ricostruita in stile postmoderno nel 1992-93.
Il piazzale, costituito da due binari serviti da una banchina ad isola coperta da una pensilina, è posto in trincea a 6,2 metri sotto il piano stradale; a fianco dei due binari della S-Bahn sono posti i due binari serviti dai treni a lunga percorrenza, non serviti da banchina.

## Movimento
La stazione è servita dalle linee S 3 e S 9 della S-Bahn.